# Adolf Bierbrauer

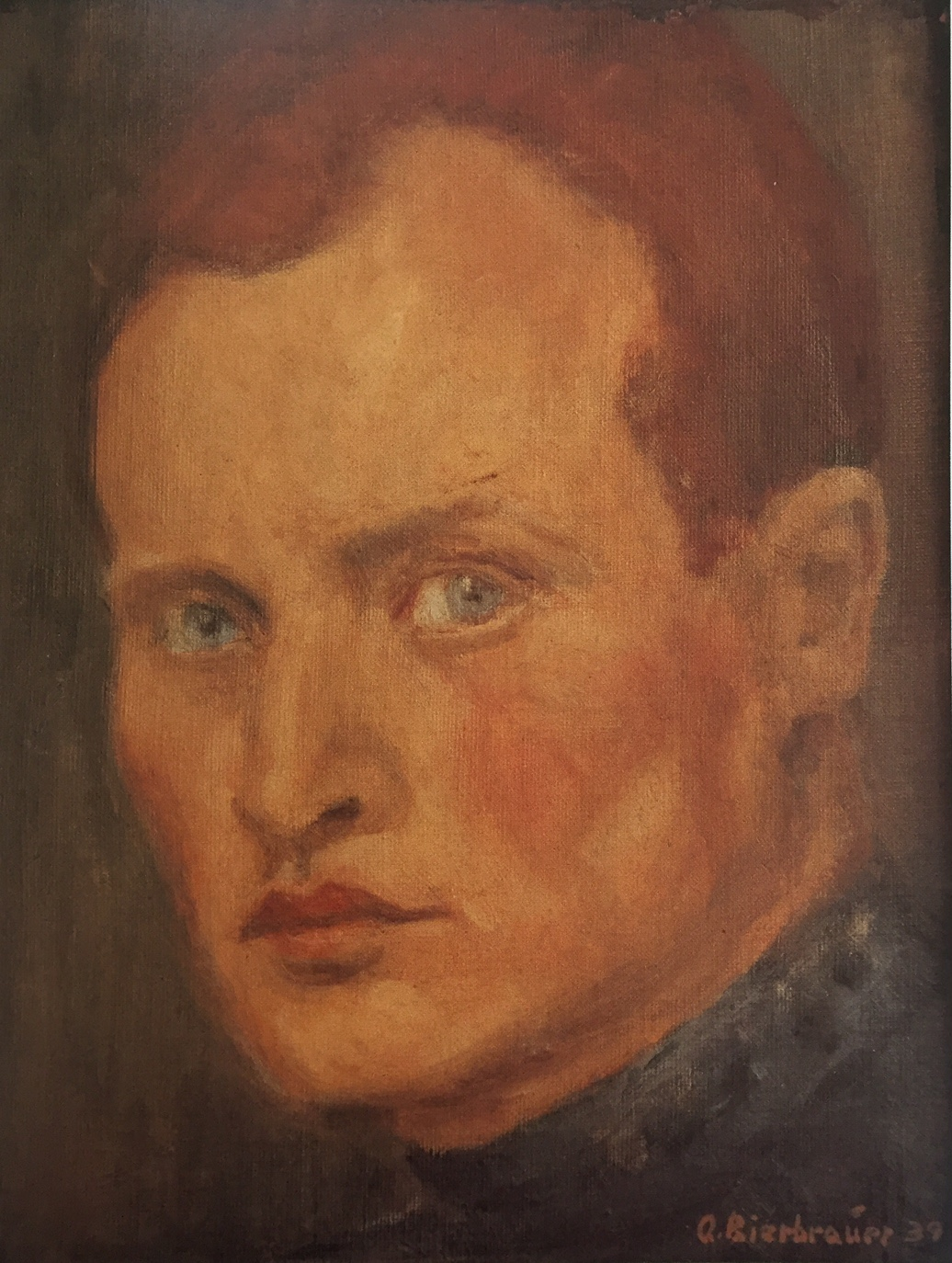
Adolf Bierbrauer, Selbstporträt, 1939, Öl auf Leinwand auf Hartfaserplatte dubliert, 28 cm × 21,5 cm.

Adolf Bierbrauer (* 26. Juli 1915 in Düsseldorf; † 2. September 2012 in Ratingen) war ein bildender Künstler, deutscher Arzt und Psychotherapeut.

## Leben

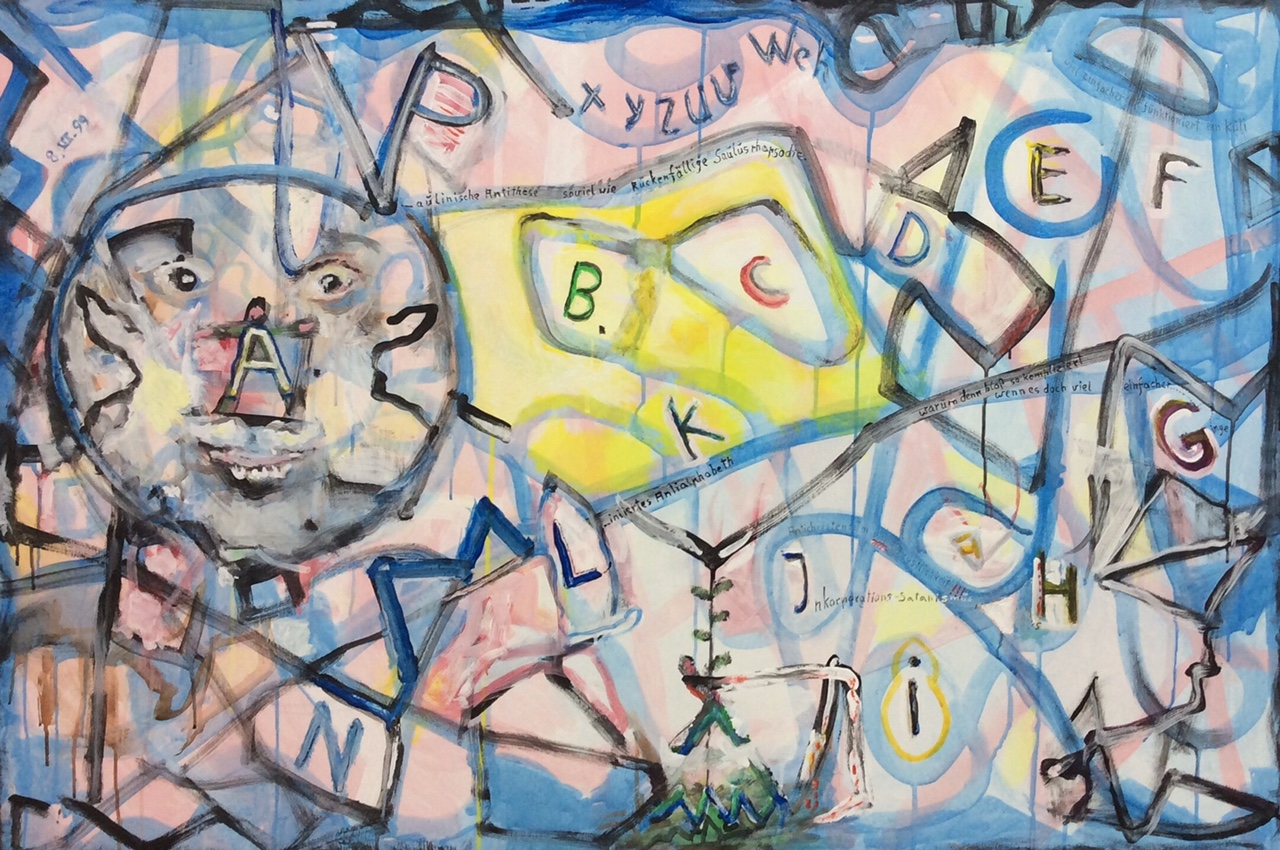
Antichristentum ohne Ängstlichkeit, Acryl auf Leinwand, 80 cm × 120 cm, 1999

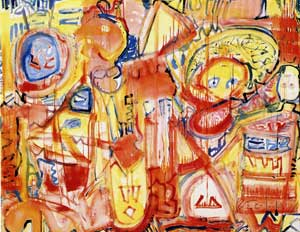
Gemälde von Adolf Bierbrauer, Verzweifeltes Suchen nach dem Inneren Gesicht, somnambule Arbeit, Acryl auf Leinwand, 160 cm × 200 cm, 1999.

Adolf Bierbrauer wuchs mit zwei Geschwistern in Düsseldorf-Oberkassel auf. 1925 wurde er von seiner Klavierlehrerin auf das philosophische Werk von Rudolf Steiner aufmerksam gemacht. Mit achtzehn Jahren trat er öffentlich als Klaviersolist auf. Gleichzeitig fertigte er Porträts von Menschen aus der Nachbarschaft. 1934 reiste er zum Goetheanum nach Dornach in der Schweiz, um die Werke Steiners zu studieren.
1935 nahm er des Medizinstudium an der Philipps-Universität Marburg auf, wechselte 1937 nach Freiburg und setzte ab 1939 das Studium in Jena und an der medizinischen Akademie in Düsseldorf fort. Von 1940 bis 1942 leistete er Militärdienst in Frankreich.
1942 wurde Bierbrauer aus Mangel an Truppenärzten nach Düsseldorf zurückbeordert, um dort das medizinische Staatsexamen zu machen. Er schloss 1943 das Studium mit der Promotion ab. Im Januar 1945 wurde er als Truppenarzt zur Ostfront geschickt, in Breslau gefangen genommen und nach Transkaukasien (Mingitschaur) abtransportiert, um dort als Streckenbauer und Betonarbeiter eingesetzt zu werden.
Während seiner Gefangenschaft malte Bierbrauer im Auftrag des Lagerleiters dokumentarische Bilder von geologischen Untersuchungen der Endmöranen. Nebenbei wurden Kriegsgefangene bei archäologischen Ausgrabungen von Medergräbern eingesetzt. 
1949 kam er nach Düsseldorf zurück und wurde Volontärarzt an der Universitätsklinik Hamburg. Von 1951 bis 1953 arbeitete er als Psychotherapeut an der 2. Medizinischen Akademie in Düsseldorf und spezialisierte sich auf Hypnosebehandlungen. Die ersten Hypnosebilder entstanden. „Bierbrauer malte die ‚Hypnosebilder‘ nach den Schilderungen der seinen Patienten im Trancezustand erschienen Bilder.“
Seine öffentliche Stellungnahme gegen Elektroschockbehandlungen und Insulinschocks führten 1953/1954 zu seiner Entlassung durch die Universität.
Im Sommersemester besuchte er die Klasse „Monumentalmalerei und Wandmalerei“ unter der Leitung von Otto Gerster an den Kölner Werkschulen. Er bewarb sich an der Kunstakademie Düsseldorf und wurde abgelehnt.
1954 erhielt er die kreisärztliche Bescheinigung für die Niederlassung als praktischer Arzt. Bierbrauer spezialisierte sich auf Nervenleiden und psychosomatische Erkrankungen. Er verfolgte den eingeschlagenen Therapieweg mit Hypnose weiter.
Seit den 1960er-Jahren entstanden die ersten somnambulen Bilder. Ein Schlaganfall im Jahr 1965 zwang Bierbrauer seine Tätigkeit als Arzt aufzugeben. Ab dem Jahr 1973 erklärte er sich zum freien Künstler und gab in seinem Haus Malunterricht für Kinder. Daraus ging später der erste Waldorfkindergarten in Düsseldorf hervor. Weiterhin war er auch als Pianist an den Waldorfschulen tätig.
1974 bewarb er sich erneut an der Kunstakademie Düsseldorf, wo er fast zwei Jahre blieb. Gleichzeitig besuchte er Philosophievorlesungen bei Rudolf Heinz an der Heinrich-Heine-Universität Düsseldorf.
Ab ca. 1990 entstand die „Müllkunst“, wie Bierbrauer einige seiner Arbeiten nannte. 1998 bezog Bierbrauer das von ihm mit initiierte, anthroposophisch-orientierte Heinrich-Zschokke-Haus in Gerresheim. Im Jahr 2000 wurden seine Werke im Rahmen der Präsentation seiner Monografie im NRW-Forum erstmals einer breiten Öffentlichkeit vorgestellt. Bazon Brock und Gabriele Lohberg, Direktorin der Europäischen Kunstakademie Trier, hielten die Einführungsreden.
Seinen Lebensabend verbrachte er zunächst in einem anthroposophischen Altersheim und ab 2006 in Ratingen in einem Altenheim der Kaiserswerther Diakonie. Im Herbst 2012 starb Bierbrauer an Herzversagen.

## Werk

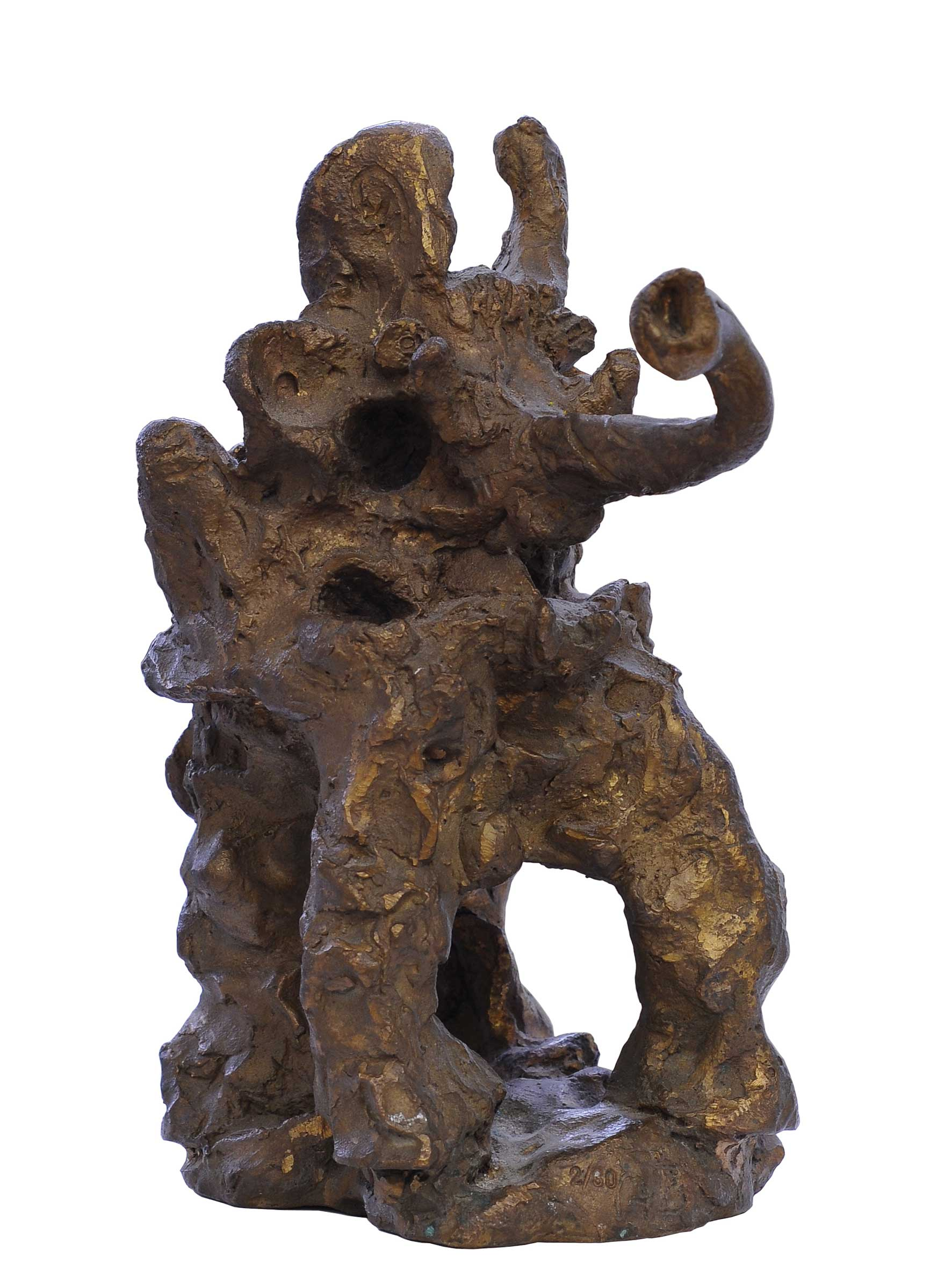
Der elefantöse Tobsuchtsanfall, Adolf Bierbrauer, Bronzeskulptur

Bierbrauers Schlüsselwerke sind seine Hypnose-Bilder aus den frühen 1950er-Jahren und seine in den letzten fünf Jahrzehnten geschaffenen somnambulen Bilder sowie Skulpturen aus unterschiedlichen Materialien.
Finden sich im Frühwerk Porträts und Aktbilder, so näherte er sich im Laufe seiner Tätigkeiten als Künstler, Arzt und Psychotherapeut immer mehr den verborgenen Inhalten der menschlichen Psyche. Die bereits nach dem Ende des Zweiten Weltkriegs bis Anfang der 1950er-Jahre entstandenen Bilder basieren auf Bierbrauers Suche nach Wegen, um Patienten von ihren durch Krieg und persönlichen Vergangenheit entwickelten Traumata durch die Hypnose zu heilen, indem er die in der Hypnose imaginierten Bilder von den Patienten beschreiben lässt, sie gleichzeitig malt, um sie danach mit ihnen zu besprechen.
Durch diese Therapiemethode ist es Bierbrauer nicht nur gelungen, seinen Patienten zu helfen, sondern Kunstwerke durch die Mithilfe des Patienten zu gestalten und zwar im Sinne seines Verständnisses des Künstlers als Heilender des an der Gesellschaft erkrankten Individuums. Gewertet werden diese Bilder in der Kunstwissenschaft als Vorreiter der Konzeptkunst der 1960er-Jahre. Diese Hypnosebilder verglich Bazon Brock mit der Bedeutung der von Joseph Beuys durchgeführten Fußwaschungen für die Konzeptkunst. „Die Ergebnisse der Bilder, die daraufhin entstanden, sind letztlich so bedeutsam, weil sie künstlerischen formal auf dem absolut höchsten Niveau seiner Zeit stehen. Es gibt nichts vergleichbares für die 50er Jahre“.
Bei den späten 1960er-Jahren entstandenen „somnambulen Arbeiten“ finden sich viele Parallelen zum Informel eines Emil Schumacher oder Emilio Vedova. In seiner Vorgehensweise (Dripping) und Ausdrucksweise sind Bezüge zum abstrakten Expressionismus eines Jackson Pollock zu erkennen. Bierbrauer, geschult durch die Hypnose seiner Patienten, begann in diesem Abschnitt seines künstlerischen Schaffens von den Patientenbildern zu abstrahieren und begab sich nun selbst in einen somnambulen, d. h. tagtraumartigen Zustand, um als Künstler an sein ureigenes Selbst heranzukommen.
Diese Bilder, die er bis zum Ende seines Lebens erschuf, beeindrucken durch die Wechselwirkung zwischen der „Inkorporation“ der anderen im Wechselspiel mit der Suche nach der eigenen Identität.
Seine Skulpturen, die seit den 1950er-Jahren entstanden, zeigen eine eigene Ausdruckskraft, Einfallsreichtum in der Formensprache und der Titelfindung. Bei seinen Bronzefiguren wie dem Elefantösen Tobsuchtsanfall aus dem Jahr 2001 setzt er eine expressive freie, nicht an die konkrete Form gebundene Gestaltung ein, die ihren informellen Ausdruck durch die Steigerung der Titelfindung erhält. Sie erscheinen wie trash-artige Skulpturen, meist zusammengesetzt aus Materialresten, die mit Leim, Metalldrähten, Stanniolpapier verbunden sind.

## Galerie Auswahl Hypnosebilder

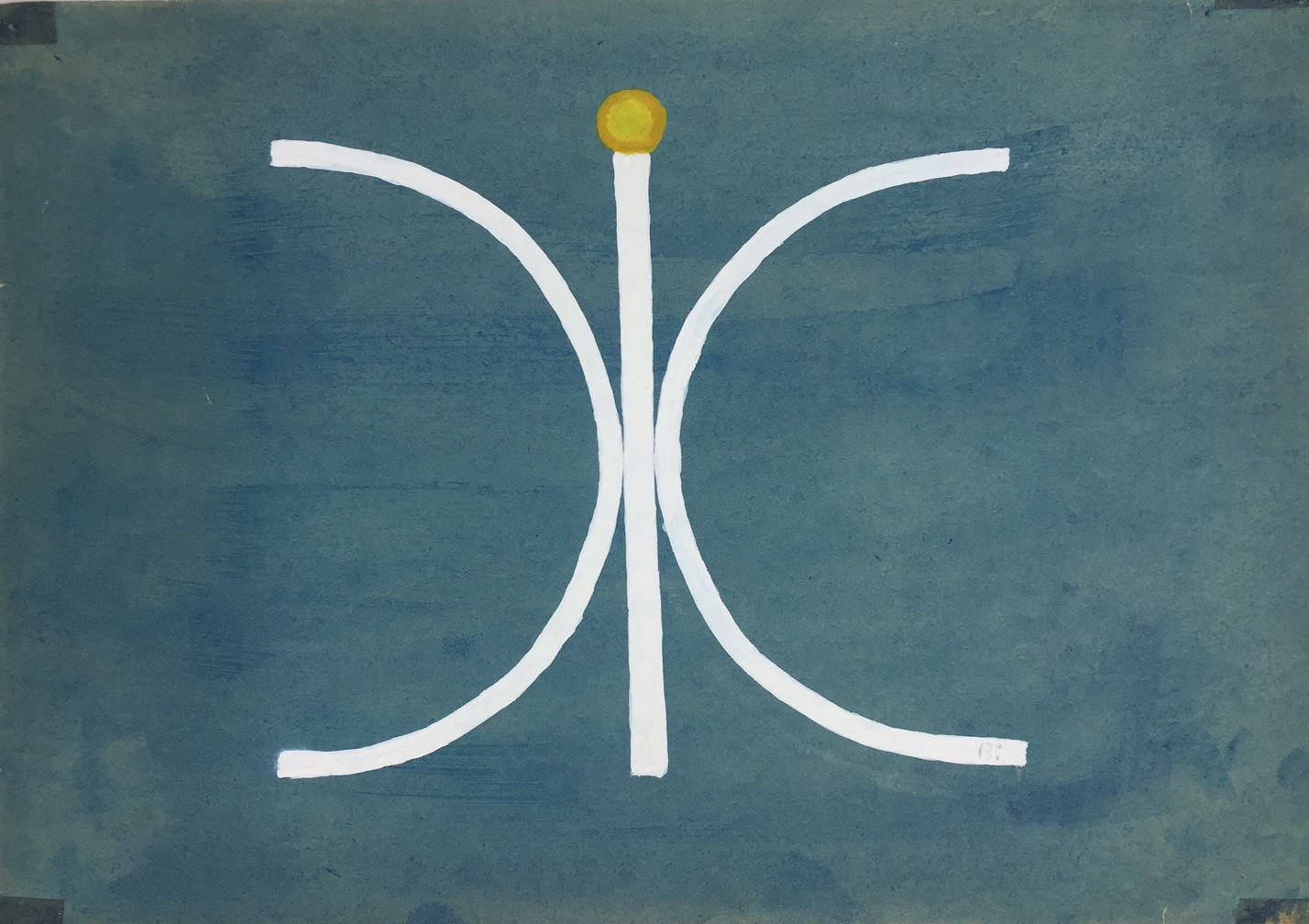
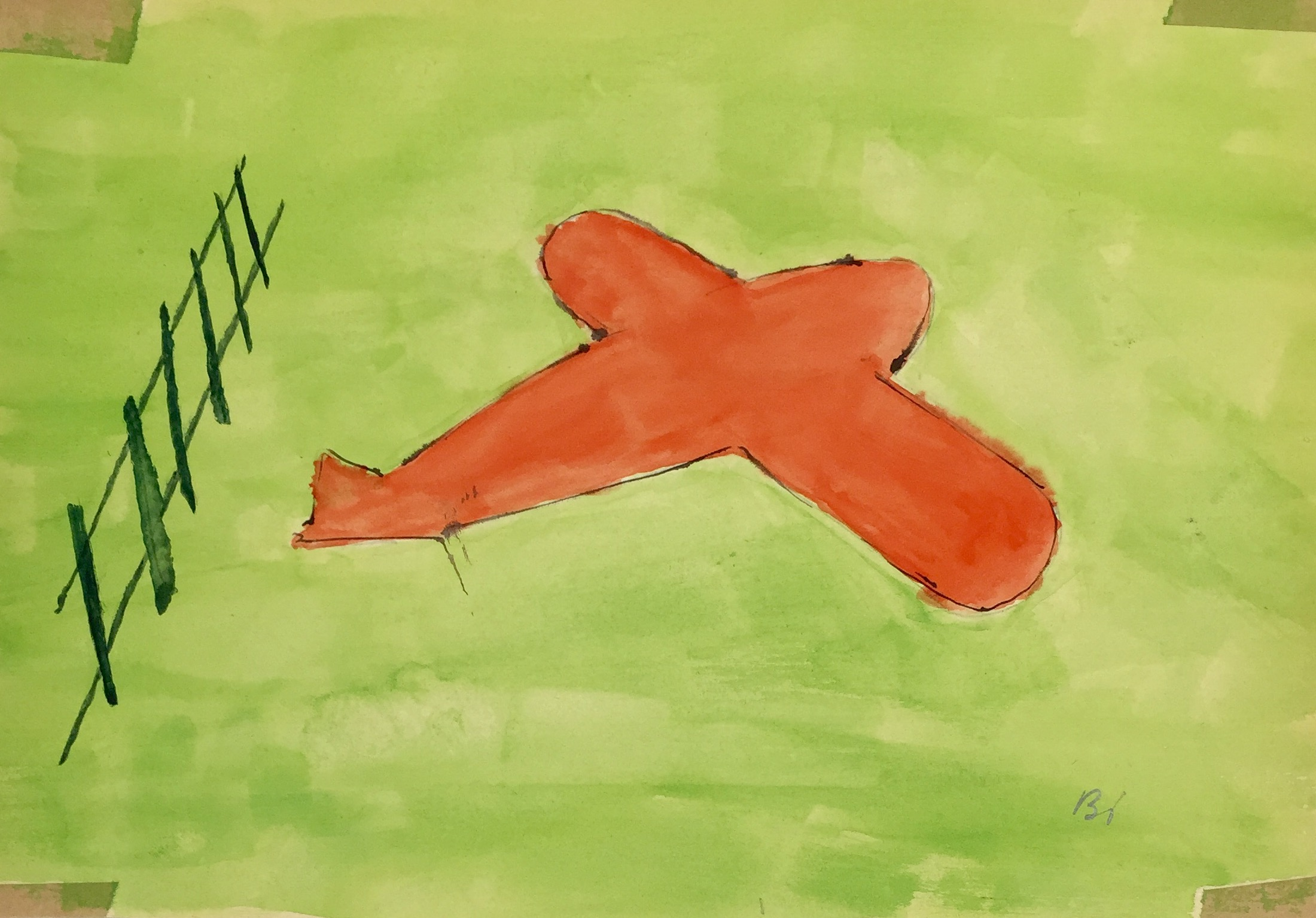
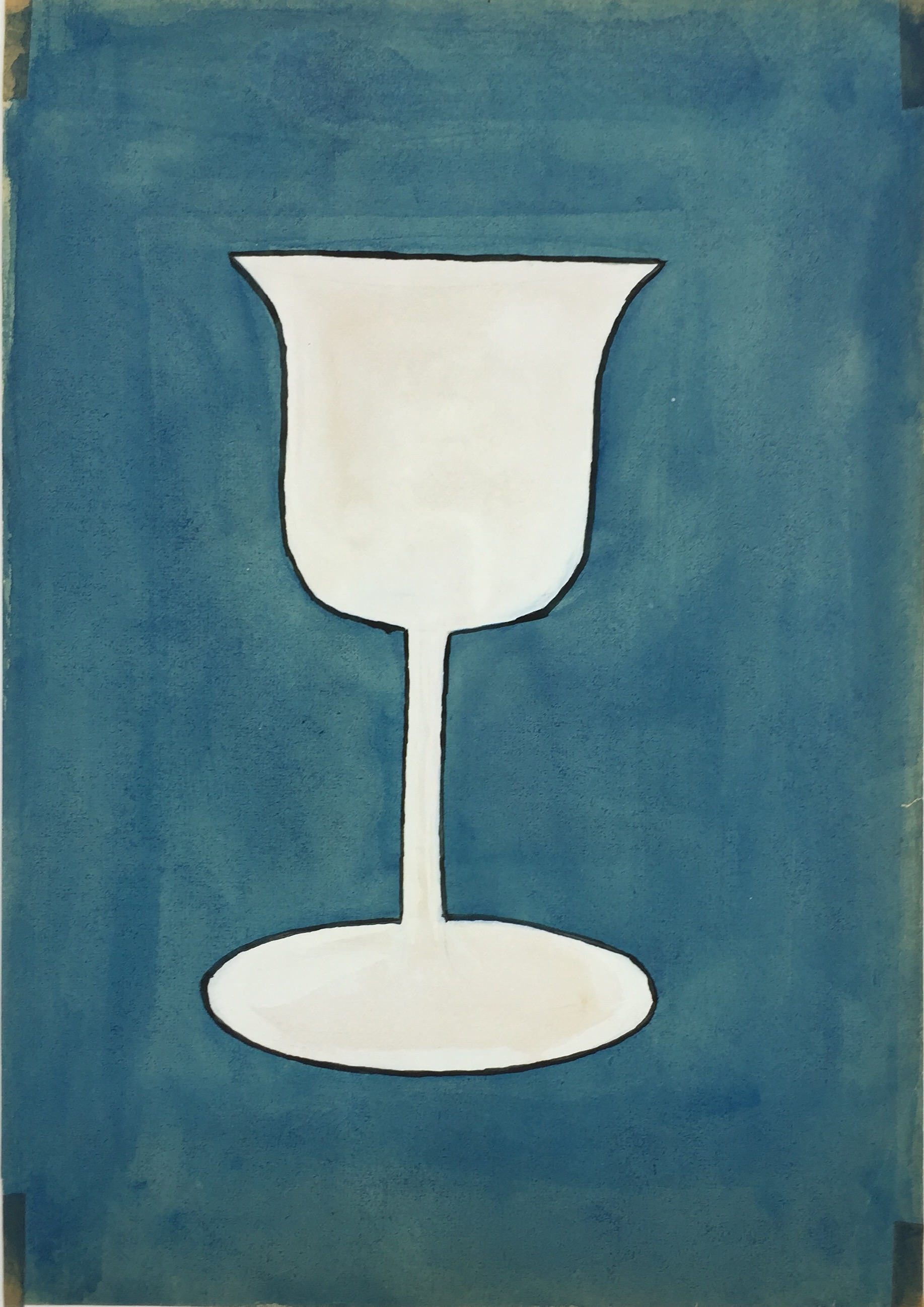
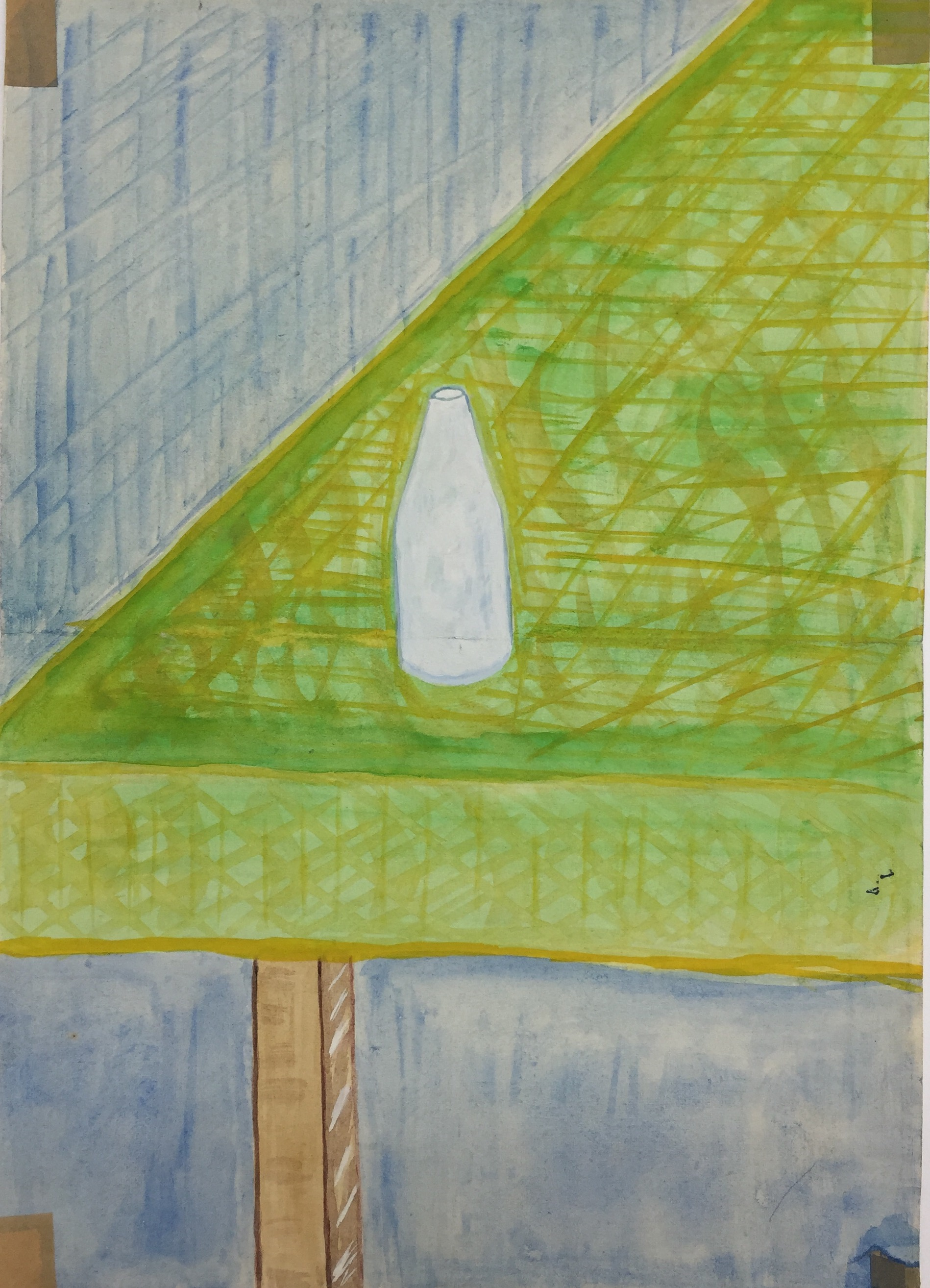
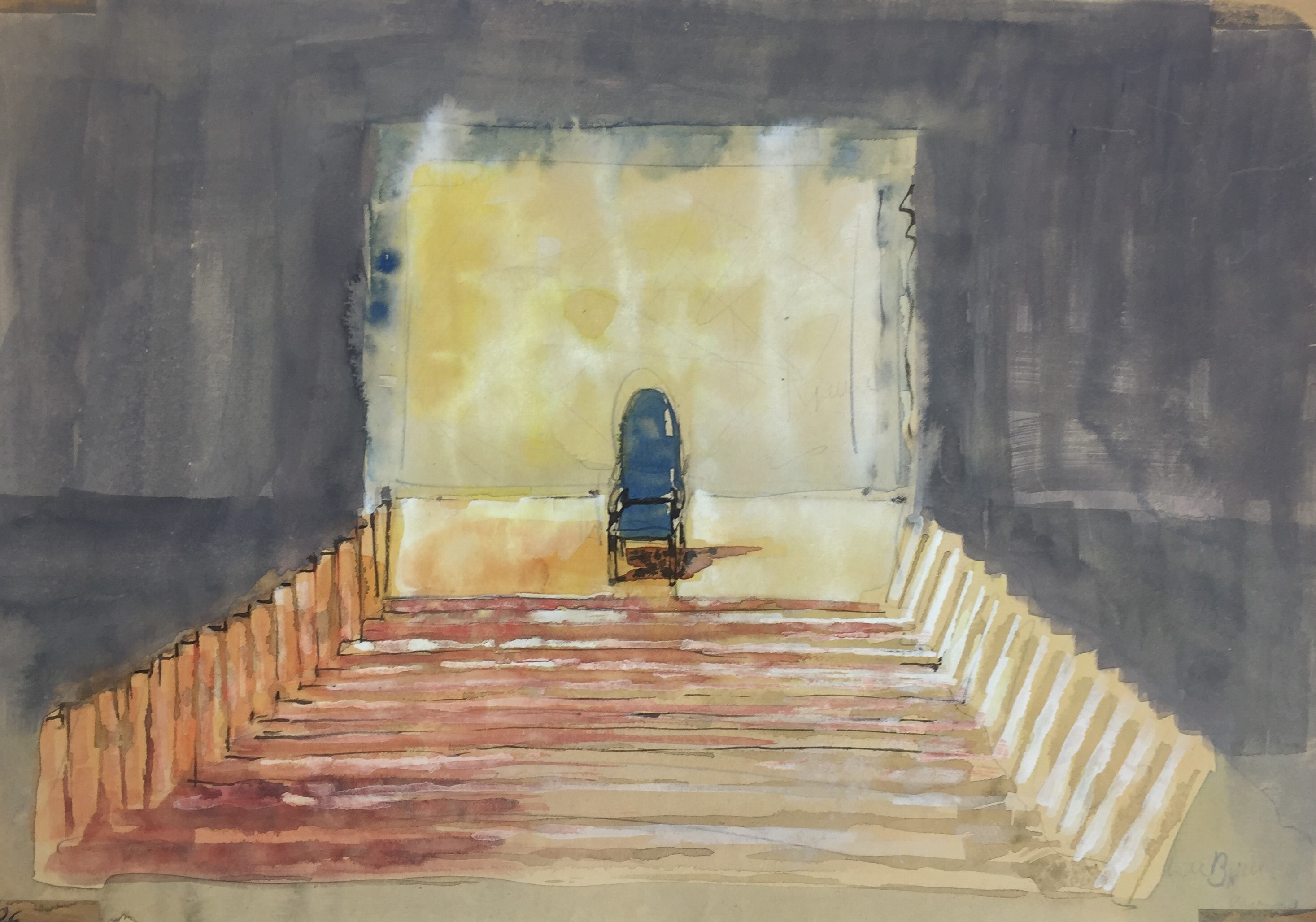
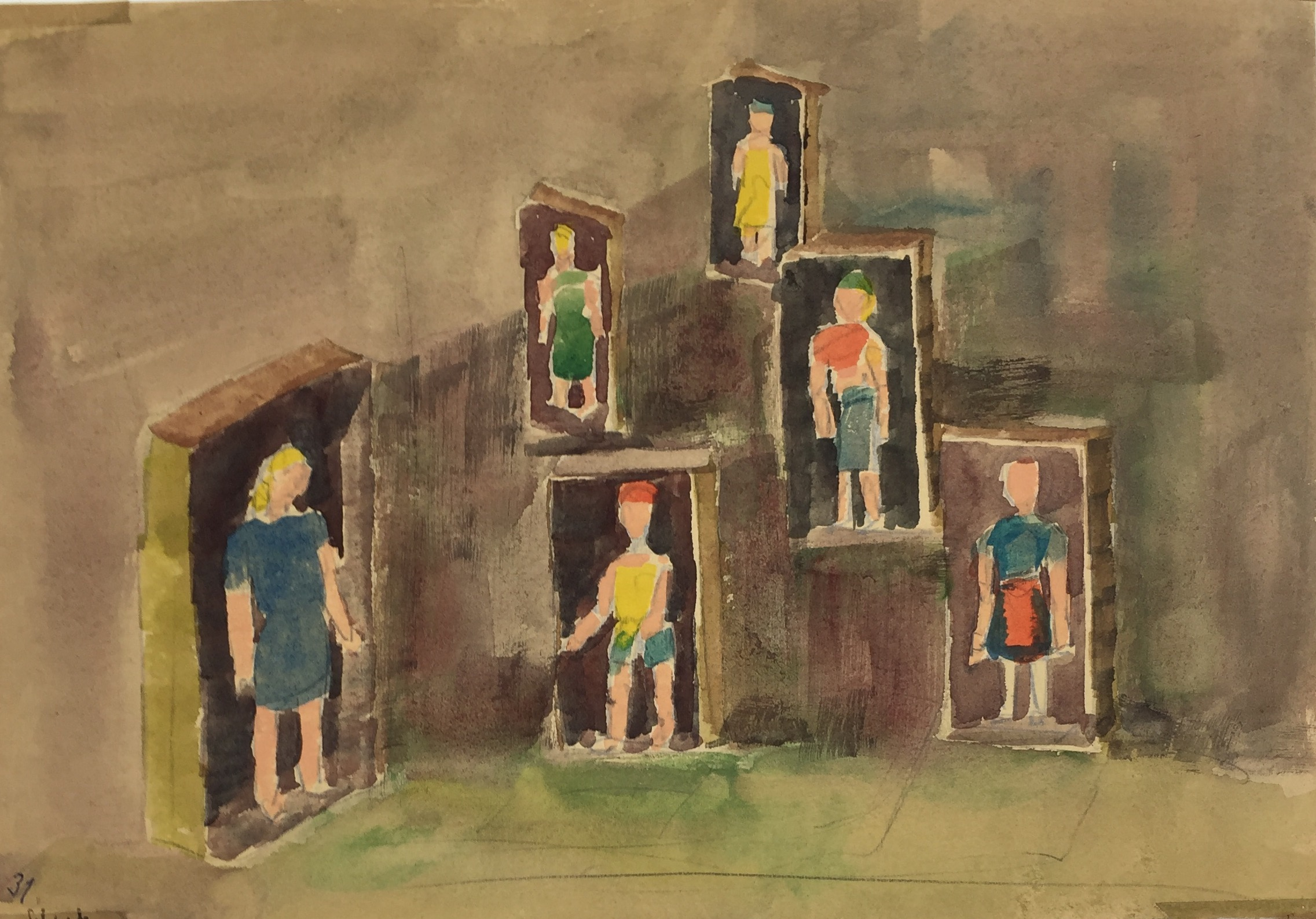
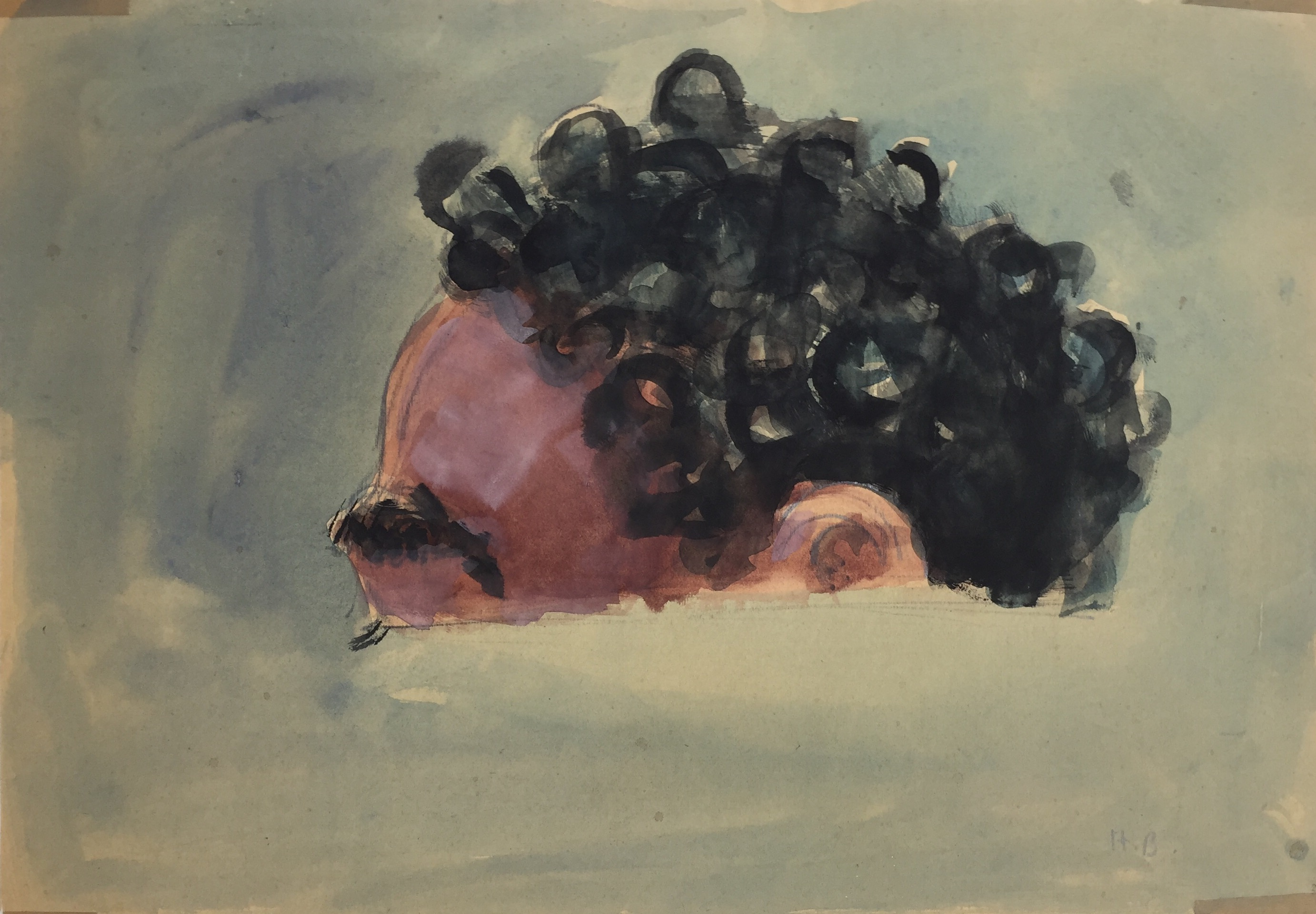

## Kunstmarkt
Adolf Bierbrauers Werk ist die ersten 85 Jahre seines Lebens abseits der Öffentlichkeit entstanden, weil er sein Schaffen für Privatsache hielt. Erst mit der Präsentation seiner Arbeiten im Zusammenhang mit der Vorstellung seiner Monographie im NRW-Forum Düsseldorf im Jahr 2000 erfuhr eine breitere Öffentlichkeit von der Existenz seiner Werke.
Bis heute befinden sich Werke von ihm ausschließlich in privaten Sammlungen und gelangen nur selten auf den Auktionsmarkt.

## Ausstellungen
- 2024: Kleine Nachtmeerfahrt, mit Arbeiten von Bianca C. Grüger und den Hypnosebildern von Adolf Bierbrauer, Martin Leyer-Pritzkow, Düsseldorf
- 2023: Paintings of Souls, mit Takakazu Takeuchi, Martin Leyer-Pritzkow, Düsseldorf
- 2022: Vom Traum zum Bild - Adolf Bierbrauer, Martin Leyer-Pritzkow, Düsseldorf
- 2022: OUR FRIENDS, Adolf Bierbrauer, Stefan Demary, Hans-Jörg Holubitschka, Jårg Geismar, Martin Leyer-Pritzkow, Düsseldorf
- 2020: Pioneer of Social Sculpture - Part I, Adolf Bierbrauers Hypnosispaintings, Martin Leyer-Pritzkow, Düsseldorf
- 2020: Thomas Bernstein, Adolf Bierbrauer - Skulpturen, Martin Leyer-Pritzkow, Düsseldorf
- 2019: ZWISCHEN WELTEN, mit Armin Baumgarten, Leyer-Pritzkow Ausstellungen, Düsseldorf
- 2015: Natura nutrix - Homo vorax, Associazione Culturale Italo-Tedesca, Palazzo Albrizzi, Collateral-Event der 56. Biennale di Venezia, Italien
- 2015: Der Andere in mir – Adolf Bierbrauers Hypnosebilder, Onomato, Düsseldorf
- 2014: Man kann es auch übertreiben Martin Leyer-Pritzkow, Düsseldorf
- 2012: Die Große, Museum Kunstpalast Düsseldorf
- 2012: Auf der Suche nach dem verlorenen Ich, Städtische Galerie Schwabach
- 2008: Hommage an Adolf Bierbrauer, Martin Leyer-Pritzkow,  Düsseldorf
- 2002: Das Archaische in der Kunst, Bierbrauers Arbeiten am Beispiel der Werke aus der Sammlung Helmut Hentrich
- 2001: Menschenbilder, Gruppenausstellung mit Werken von Armin Baumgarten, Woytek Berowski, Adolf Bierbrauer und Fabrizio Gazzarri, Martin Leyer-Pritzkow, Düsseldorf
- 2000: NRW-Forum Düsseldorf, Einzelausstellung
- 1998: A. Bierbrauer, Leyer-Pritzkow Ausstellungen, Düsseldorf

## Video
- Video über die frühen Hypnosebilder des Künstlers und Arztes Adolf Bierbrauer erläutert von Martin Leyer-Pritzkow, 2020